# موتور جستجوی عمودی
موتور جستجوی عمودی (انگلیسی: Vertical search) یا موتور جستجوی موضوعی، نوعی از موتورهای جستجوگر اینترنتی هستند، که بر بخش خاصی از محتوای آنلاین متمرکز می‌باشند. محدوده محتوای موتورهای جستجوی عمودی ممکن است بر پایه موضوع، نوع رسانه یا سبک محتوا متفاوت باشد. این موتورهای جستجو اغلب در بخش‌هایی چون خرید آنلاین، صنعت خودروسازی، اطلاعات حقوقی، اطلاعات پزشکی، ادبیات علمی، جستجوی شغلی و سفر فعال می‌باشند. نمونه‌هایی از موتورهای جستجوی عمودی شامل موکاوو، ترولیا و یلپ است.